# Tàu đêm năm cũ
"Tàu đêm năm cũ" là một bài hát thuộc dòng nhạc vàng bolero Việt Nam được sáng tác bởi nhạc sĩ Trúc Phương vào đầu thập niên 1960. Ca khúc được viết cho các sĩ quan Quân lực Việt Nam Cộng hòa chịu ảnh hưởng của chính sách luân chuyển của chính quyền Ngô Đình Diệm lúc bấy giờ. "Tàu đêm năm cũ" được cho là một trong những ca khúc tiêu biểu của nhạc sĩ Trúc Phương, cũng như gắn liền với tên tuổi của ca sĩ Thanh Thúy.
Tại Việt Nam, ca khúc được công chúng đón nhận, được phát ở nhiều nơi. Nhiều ca sĩ người Việt ở nước ngoài cũng như trong nước đã thể hiện, thu âm lại ca khúc và phát hành sản phẩm âm nhạc. Vào tháng 11 năm 2011, ca khúc "Tàu đêm năm cũ" đã được cấp phép phổ biến ở Việt Nam, nhưng chỉ hơn nửa năm sau đã bị thu hồi cấp phép với lý do một số ca từ chưa phù hợp. Một số báo chí Việt Nam cho rằng ca khúc "ủy mị" và liên quan đến hình ảnh người lính chế độ Việt Nam Cộng hòa.

## Hoàn cảnh sáng tác
Vào đầu thập niên 1960, chính quyền Ngô Đình Diệm có sắc lệnh hoán chuyển công tác sĩ quan, công chức miền Nam ra miền Trung và ngược lại. Nhạc sĩ Trúc Phương đã sáng tác nhạc phẩm "Tàu đêm năm cũ" nhằm dành tặng cho những sĩ quan xa nhà do tác động từ chính sách kể trên. Ca khúc được Trúc Phương xuất bản năm 1961.
Ca khúc "Tàu đêm năm cũ" có hai lời, đã được ca sĩ Thanh Thúy thu âm trước năm 1975. Bài hát này cũng được cho là mang hình ảnh của bà.

## Đón nhận và phổ biến
Cho đến nay, "Tàu đêm năm cũ" vẫn được coi là một trong những sáng tác tiêu biểu của nhạc sĩ Trúc Phương, ngoài ra đây cũng được xem là bản nhạc gắn với tên tuổi của giọng ca Thanh Thúy. Cùng với những sáng tác khác của nhạc sĩ Trúc Phương, "Tàu đêm năm cũ" vẫn tiếp tục vang lên ở mọi ngõ ngách cũng như trên các sân khấu ca nhạc, được những ca sĩ tên tuổi hát. Trên sân khấu hải ngoại, ca khúc "Tàu đêm năm cũ" đã được trình diễn tại các chương trình của Trung tâm Thúy Nga và Trung tâm Asia với phần trình bày của các giọng ca như Hoàng Oanh, Hương Lan, Thanh Tuyền, Tâm Đoan,...
Tại Việt Nam, "Tàu đêm năm cũ" cũng được công chúng đón nhận một cách nhiệt tình. Lời ca khúc cũng đã được chế với hàm ý chọc ghẹo, pha trò. Tuy nhiên, khi ca khúc xuất hiện trong cuốn băng Asia 65 năm 2010, báo Công an nhân dân cho rằng bài hát "ủy mị" và "đậm chất sến". Còn theo báo Người Lao Động, ca từ của ca khúc có "liên quan đến lính chế độ cũ" và được liệt vào danh sách cấm phổ biến.
Vào năm 2011, khi liên kết với ca sĩ Vi Thảo để thực hiện một album nhạc, Bến Thành Audio đã có văn bản gửi Cục Nghệ thuật biểu diễn xin cấp phép phổ biến ca khúc "Tàu đêm năm cũ", đến ngày 29 tháng 11 năm 2011, ca khúc đã được Cục này cấp phép phổ biến. Tháng 6 năm 2012, Vi Thảo đã cho ra mắt album "Tàu đêm năm cũ" gồm 9 ca khúc bolero thì chỉ khoảng nửa tháng sau khi phát hành, album đã bị thu hồi theo yêu cầu của Cục Nghệ thuật biểu diễn. Ngày 26 tháng 6, Cục này đã ra văn bản thu hồi quyết định cấp phép ca khúc "Tàu đêm năm cũ", lý do là vì "có một số ca từ chưa phù hợp". Trước khi bị thu hồi, Vi Thảo đã chi ra khoảng 100 triệu đồng cho việc thực hiện album, và đã tiêu thụ hết 1.000 bản trong lần phát hành đầu tiên. Sự việc được cho là đã gây thiệt hại không nhỏ cho cả ca sĩ và doanh nghiệp. Sau sự việc kể trên không lâu, tháng 8 cùng năm, Cục Nghệ thuật biểu diễn đã công bố hơn 1.000 bài hát được cấp phép phổ biến trên website của đơn vị này cũng như Tạp chí Nghệ thuật biểu diễn.